# Pic-Pic

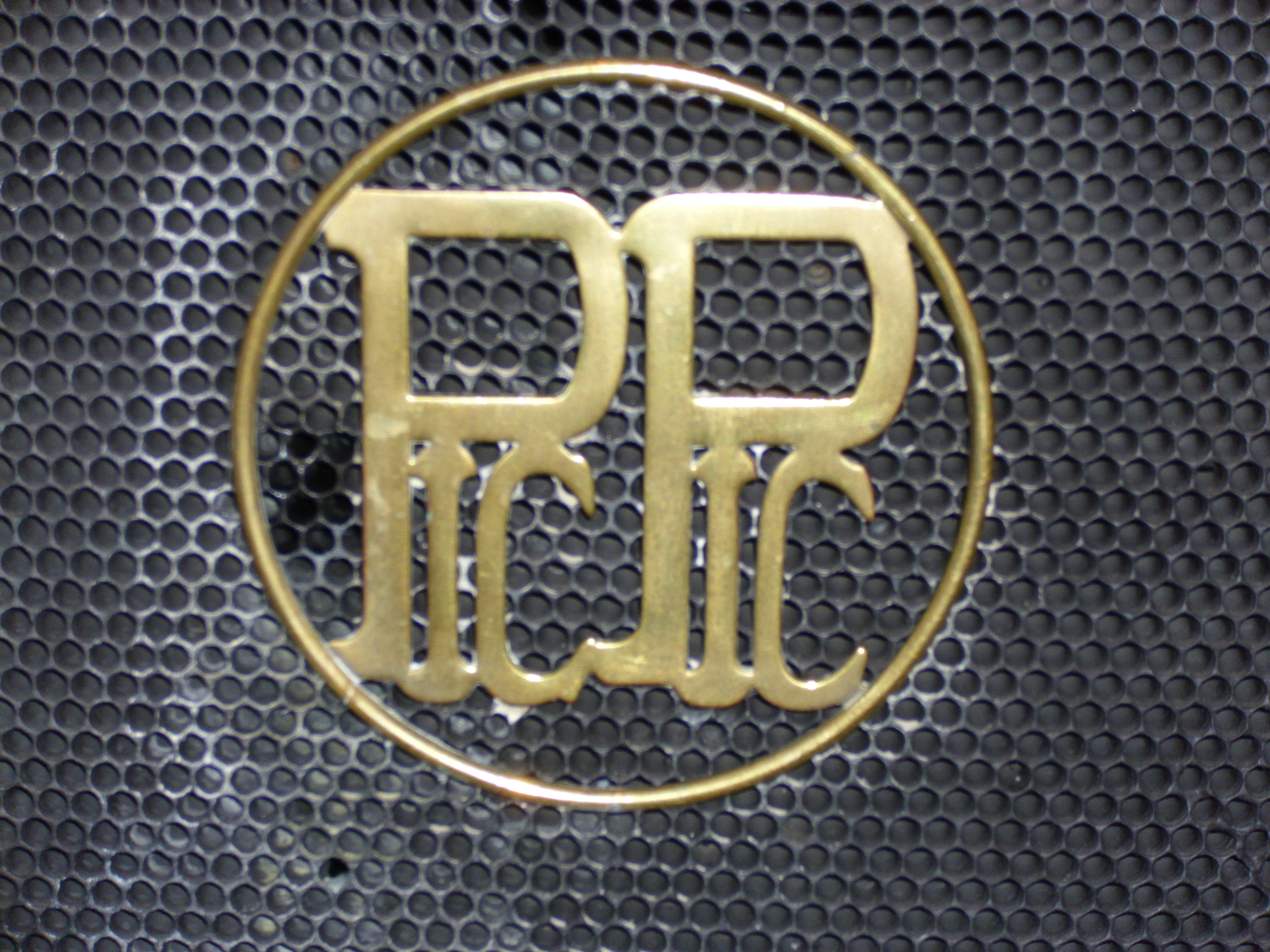
Emblem auf dem Kühlergrill

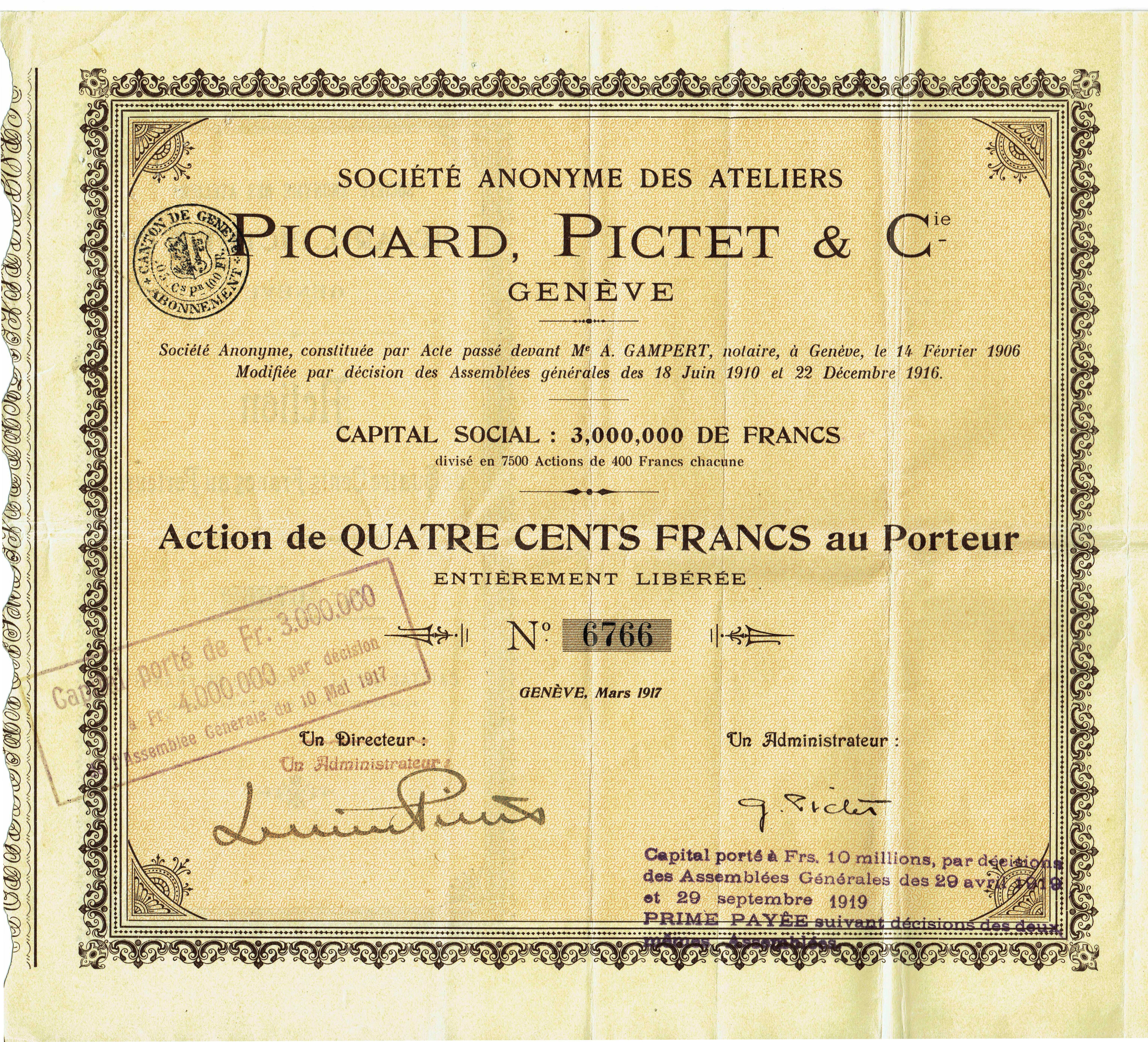
Aktie über 400 Franken der SA des Ateliers Piccard, Pictet & Cie vom März 1917

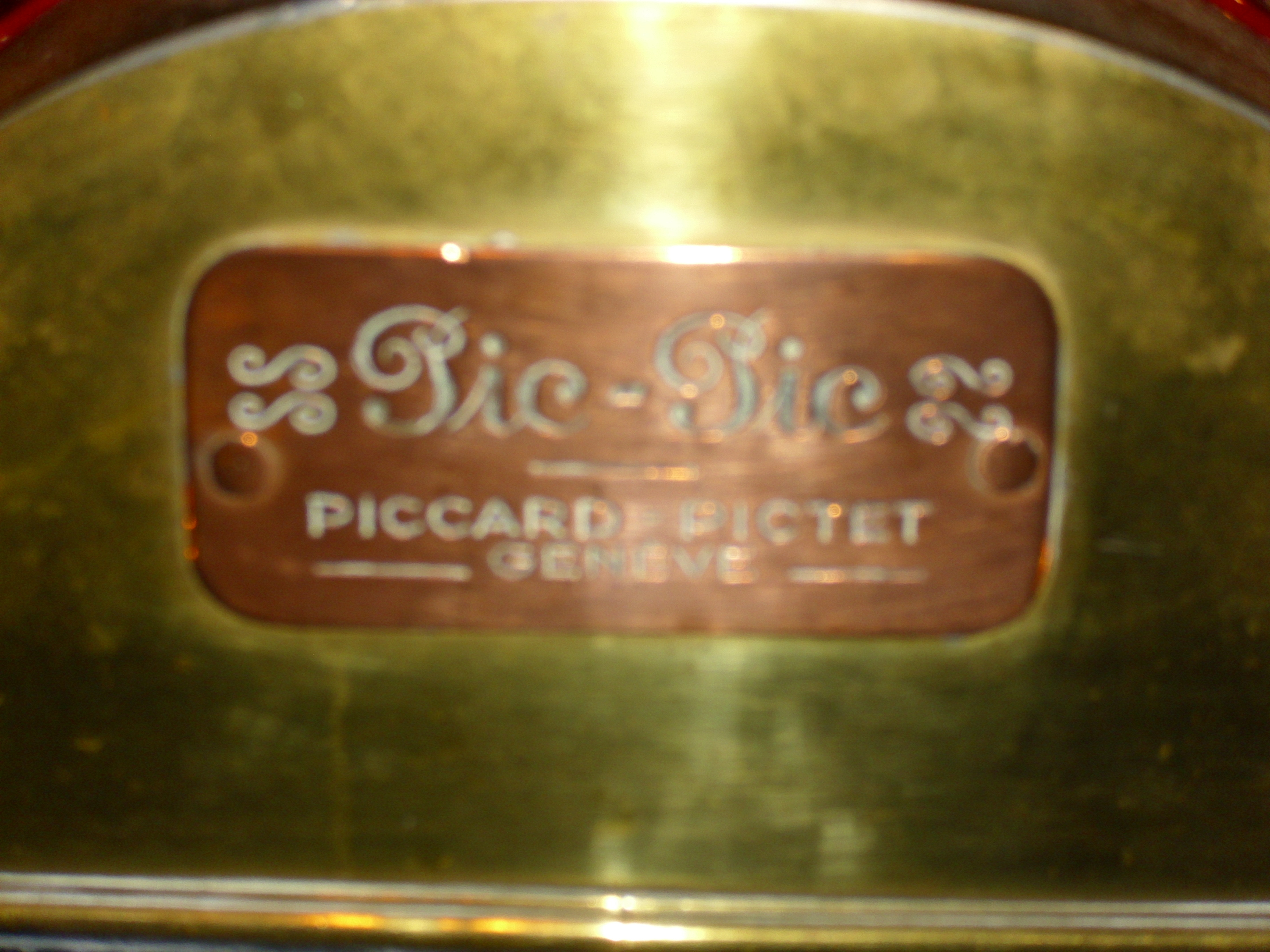
Emblem 1911

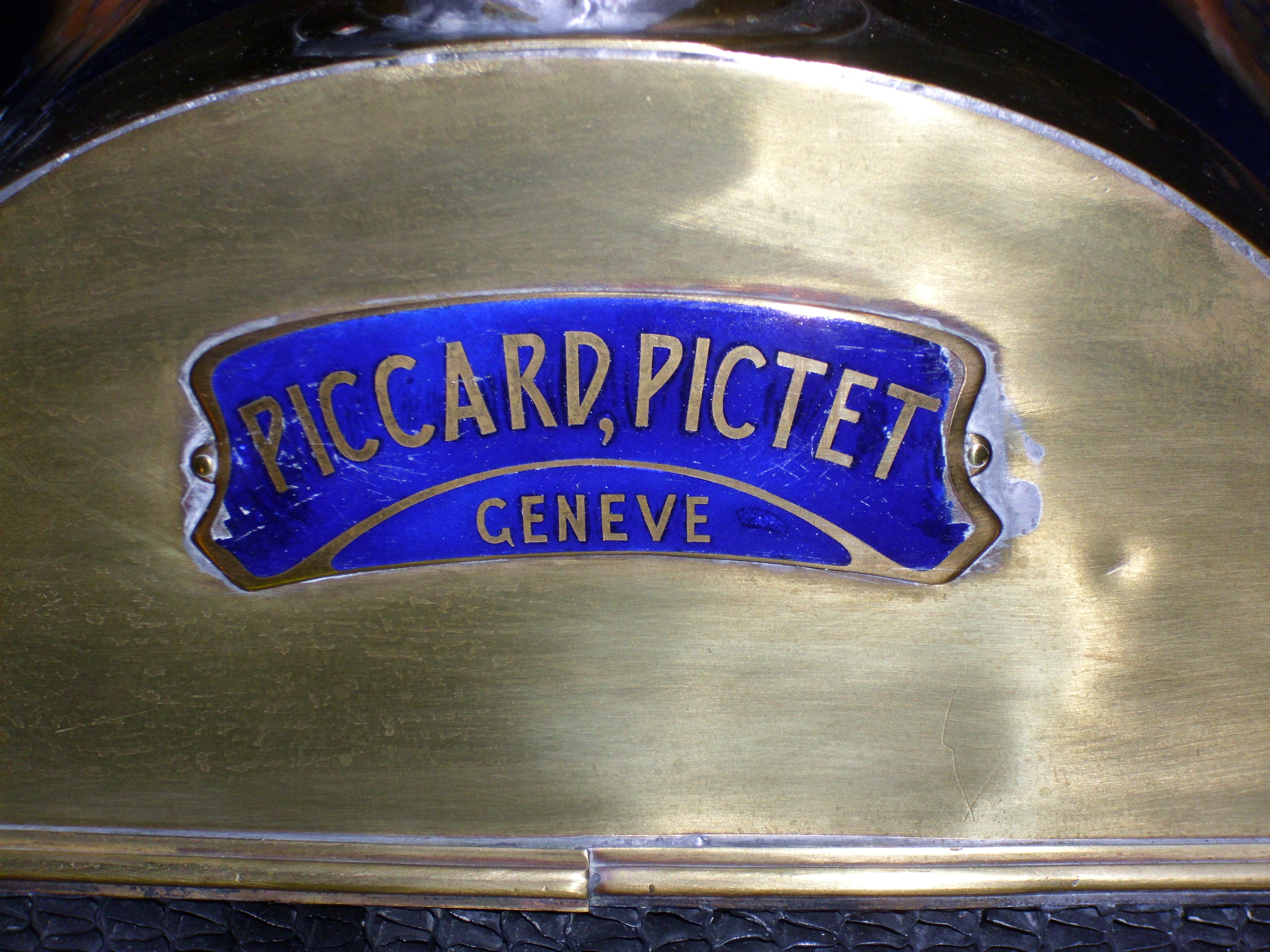
Emblem 1912

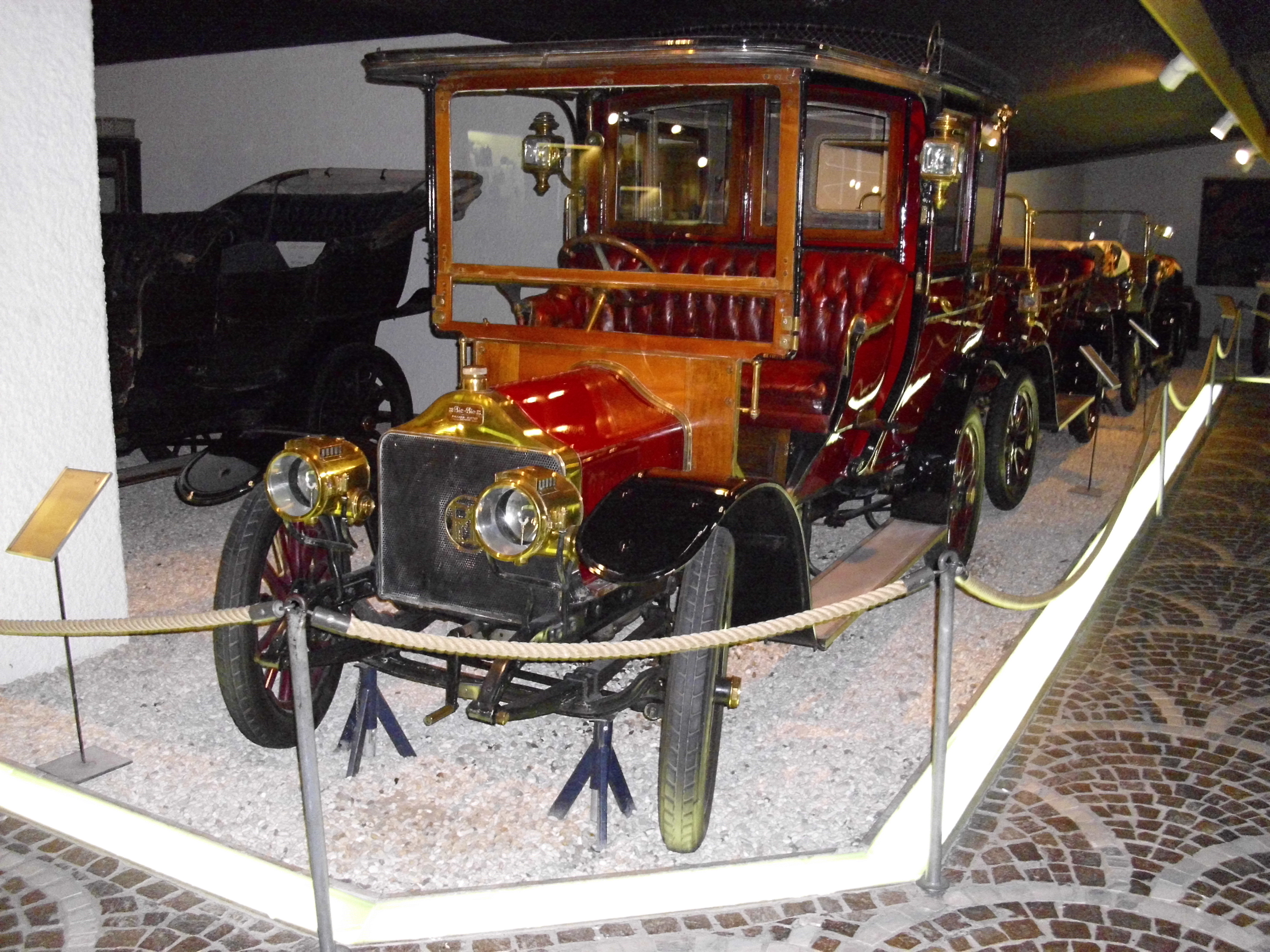
Pic-Pic 1911

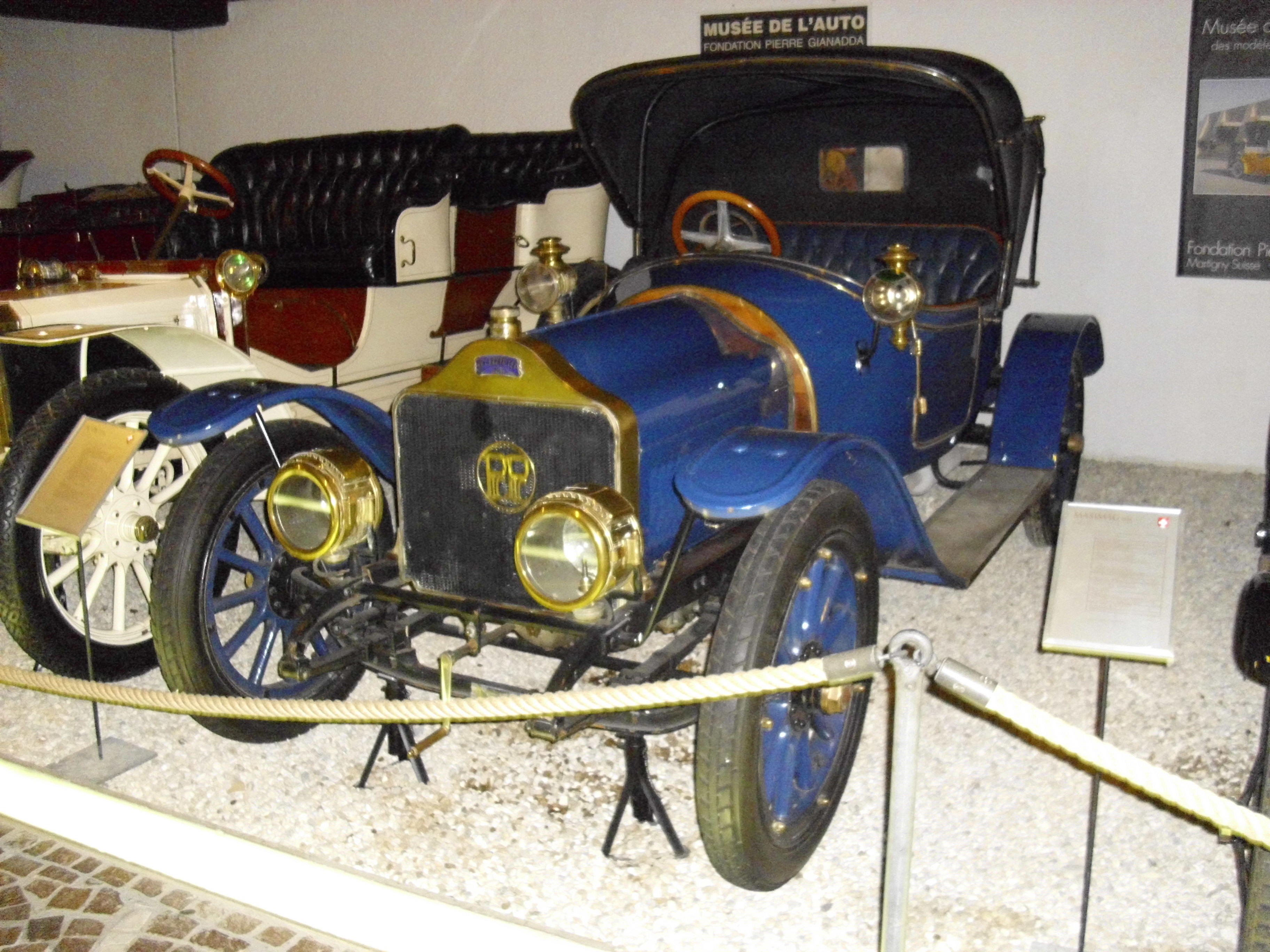
Pic-Pic 1912

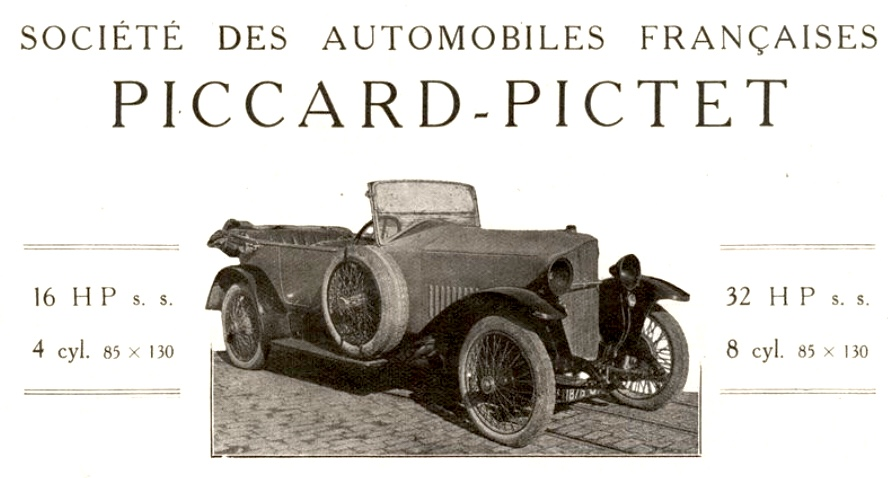
Pic-Pic Werbung um 1919

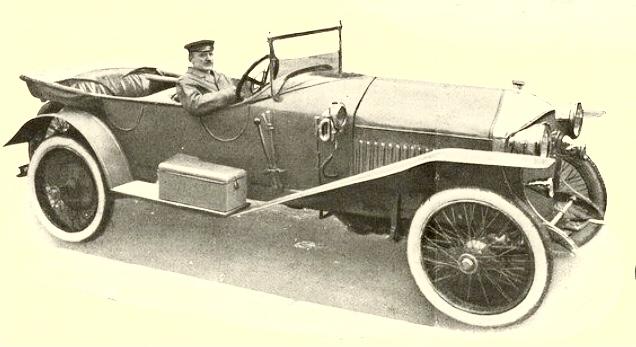
Pic-Pic um 1917

Pic-Pic, kurz für Piccard-Pictet nach Paul Piccard und Lucien Pictet, war eine Schweizer Automobilmarke des Herstellers Ateliers Piccard-Pictet & Cie.

## Hersteller
Nach dem Tod von Jules Faesch im Jahre 1895 wird Lucien Pictet Teilhaber der Firma Faesch & Piccard  in Genf, an der bereits Paul Piccard beteiligt ist. Die Firma wird in eine Kollektivgesellschaft umgewandelt, die unter Piccard & Pictet firmiert. 1898 wurde daraus die Kommanditgesellschaft Piccard, Pictet & Cie., die 1906 in die Aktiengesellschaft Ateliers Piccard-Pictet & Cie. umgewandelt wurde. Im gleichen Jahr nahm das Unternehmen im Auftrag von der Société d’Automobiles à Genève (SAG) die Produktion von Automobilen auf.
Die SAG war eine von Lucien Pictet gegründete Firma zum Bau und Vermarktung von Autos, wobei damals nur die Fahrgestelle mit Motor verkauft wurden – die Karosserie musste der Kunde selber beisteuern. Die gebauten Fahrzeuge waren eine Konstruktion von Marc Birkigt, die in Lizenz gefertigt wurde. Der Schweizer Marc Birkigt war der spätere Konstruktionschef von La Hispano-Suiza. Die SAG-Autos waren bis auf den Kühlergrill baugleich mit den ersten Hispano-Suiza-Fahrzeugen. 1910 wurde die SAG zahlungsunfähig, die Konkursmasse wurde von den Ateliers Piccard-Pictet & Cie. übernommen.
Die Produktion von Autos wurde unter dem Markennamen Pic-Pic von den Ateliers Piccard-Pictet & Cie. weitergeführt, wobei bis zum Ersten Weltkrieg etwa 1500 Fahrzeuge in einer manufakturähnlichen Fertigung entstanden. Die Fahrzeuge hatten einen guten Ruf bezüglich technischer Perfektion, Zuverlässigkeit und Qualität. Während des Kriegs wurden hauptsächlich Granatzünder für die Entente cordiale hergestellt. Das davon gewonnene Kapital wurde in einen massiven Ausbau der Fabrik investiert, der eine industrielle Fertigung ermöglichen sollte.
1918 wurden 428 Fahrzeuge produziert. Im März 1919 wurde die Fertigung der ersten Serie von 500 Autos aufgenommen. Der im Auto verbaute Schiebermotor war aber für die damalige Serienfertigung ungeeignet, weil sehr kleine Masstoleranzen eingehalten werden mussten, damit der Motor richtig funktionierte. Wegen der entstandenen Problemen in der Fertigung konnten die Lieferfristen nicht eingehalten werden und die Autos wurden unzuverlässig, so dass die Kunden absprangen und die Ateliers Piccard-Pictet & Cie. 1920 zahlungsunfähig wurden. Bis dahin entstanden weitere 1500 Pic-Pic.
Die Banken übernahmen die Konkursmasse und gründeten daraus 1921 die Ateliers des Charmilles SA. Diese führte die Marke in Zusammenarbeit mit Gnôme & Rhône noch bis 1924 weiter, bevor die Produktion gänzlich eingestellt wurde.

## Fahrzeuge
1910 kamen die Modelle 14/18 CV und 18/22 CV auf den Markt. Der 20/24 CV hatte einen Hubraum von 4084 cm³ mit einer Bohrung von 100 mm und einem Hub von 130 mm. Die maximale Leistung von 36 PS wurde bei 1900/min erreicht. 1911 folgte das Modell 40 CV. Im Jahre 1912 wurde ein 12 CV Rennwagen produziert. 1914 gab es einen 20/30 CV sowie einen Rennwagen, dessen Vierzylinder-Schiebermotor aus 4500 cm³ Hubraum 150 PS leistete. 1918 erschien das Modell 15 CV mit vierzylindrigem Schiebermotor und 2900 cm³ Hubraum, was aber Probleme in der Fertigung bereitete. 1922 wurde noch ein Prototyp mit Schiebermotor und 3000 cm³ Hubraum vorgestellt.
- 16 HP, Vierzylindermotor, 2950 cm³ Hubraum, 85 mm Bohrung 130 mm Hub, Vierganggetriebe, kurzer Radstand 3230 mm, langer Radstand 3430 mm, Spurweite 1420 mm, Bereifung 880×120.
- 28 HP, Achtzylindermotor, 5901 cm³ Hubraum, 85 mm Bohrung 130 mm Hub, Vierganggetriebe, Radstand 3550 mm, Spurweite 1467 mm, Bereifung 895×135[6][7]

Zwei Fahrzeuge dieser Marke sind im Musée de l’automobile de la Fondation Pierre Gianadda in Martigny und eines im Verkehrshaus der Schweiz in Luzern zu besichtigen.

## LKW Modelle
| Typ                   | Bauzeit | Zylinder | Hubraum  | Leistung | Nutzlast |
| --------------------- | ------- | -------- | -------- | -------- | -------- |
| Piccard-Pictet 4,65 t | 1911    | 4        | 5541 cm³ | PS ( kW) | 4,65 t   |